# جوهر نامق
جوهر نامق سالم إسماعيل درويش مراد خان هو سياسي كردي كان عضوا في الحزب الديمقراطي الكردستاني، ولد في كلار في شمال العراق عام 1946، وتوفي في السويد في 21 مارس 2011.
كان والده نامق سالم الجاف عضوا بارزا ومؤسسا في حزب هيوا عن منطقة كرميان.
حصل جوهر نامق على شهادة بكالوريوس في الاقتصاد من كلية الاقتصاد والسياسة، الجامعة المستنصرية.

## النشاط السياسي
شغل جوهر نامق مناصب مختلفة في الحزب الديمقراطي الكردستاني وأبرزها عضو في القيادة المؤقتة عام 1975، ثم عضو في المكتب السياسي للحزب لفترات مختلفة، وانتخب عضوا عن كركوك في مجلس كردستان، وانتخب في عام 1992 أول رئيس برلمان كردستان.
نشط في الحركة الكردية وكذلك في معارضة نظام صدام حسين، وشارك في مؤتمر المعارضة العراقية عام 2002، واختير ضمن لجنة المتابعة والتنسيق التي انبثقت عن المؤتمر.
بعد عام 2003، بدأ بانتقاد السلطات الكردية من خلال مقالات صحفية ولقاءات متلفزة لأجل بناء حركة مدنية وحقوق ديمقراطية، ودعى للإصلاح في حكومة إقليم كردستان.

## الوفاة
بتاريخ 22 مارس 2011، توفي في ستوكهولم، السويد التي يقيم فيها منذ عام 1980، وأعلن مسعود بارزاني الحداد ثلاثة أيام، ونقل جثمانه عبر الجو إلى أربيل، حيث استقبل سياسيون بارزون مع عائلته جثمانه في مطار أربيل الدولي، وكانت عملية استقبال جثمانه في المطار محط تندر بسبب الأخطاء التي قام بها حرس الشرف.

## روابط خارجية
- الاستقبال الرسمي لجنازة جوهر نامق في المطار على يوتيوب